# داني أوسوليفان
داني أوسوليفان (بالإنجليزية: Danny O'Sullivan)‏ هو لاعب كرة قدم أسترالية أسترالي، ولد في 16 أغسطس 1952.

## وصلات خارجية
- داني أوسوليفان على موقع AustralianFootball.com (الإنجليزية)
- داني أوسوليفان على موقع AFLtables.com (الإنجليزية)